# Six Jours de Palma de Majorque
Les Six Jours de Palma de Majorque sont une course cycliste de six jours disputée à Palma de Majorque en Espagne. Elle a connu une édition en 2017, où elle fait figure de finale des Six Day Series.

## Palmarès
| Année | Vainqueur                      | Deuxième                       | Troisième                  |
| ----- | ------------------------------ | ------------------------------ | -------------------------- |
| 2017  | Kenny De Ketele Moreno De Pauw | Sebastian Mora Albert Torres   | Yoeri Havik Wim Stroetinga |
| 2018  | Sebastian Mora Albert Torres   | Kenny De Ketele Moreno De Pauw | Henning Bommel Roger Kluge |